# Riba d'Úmia

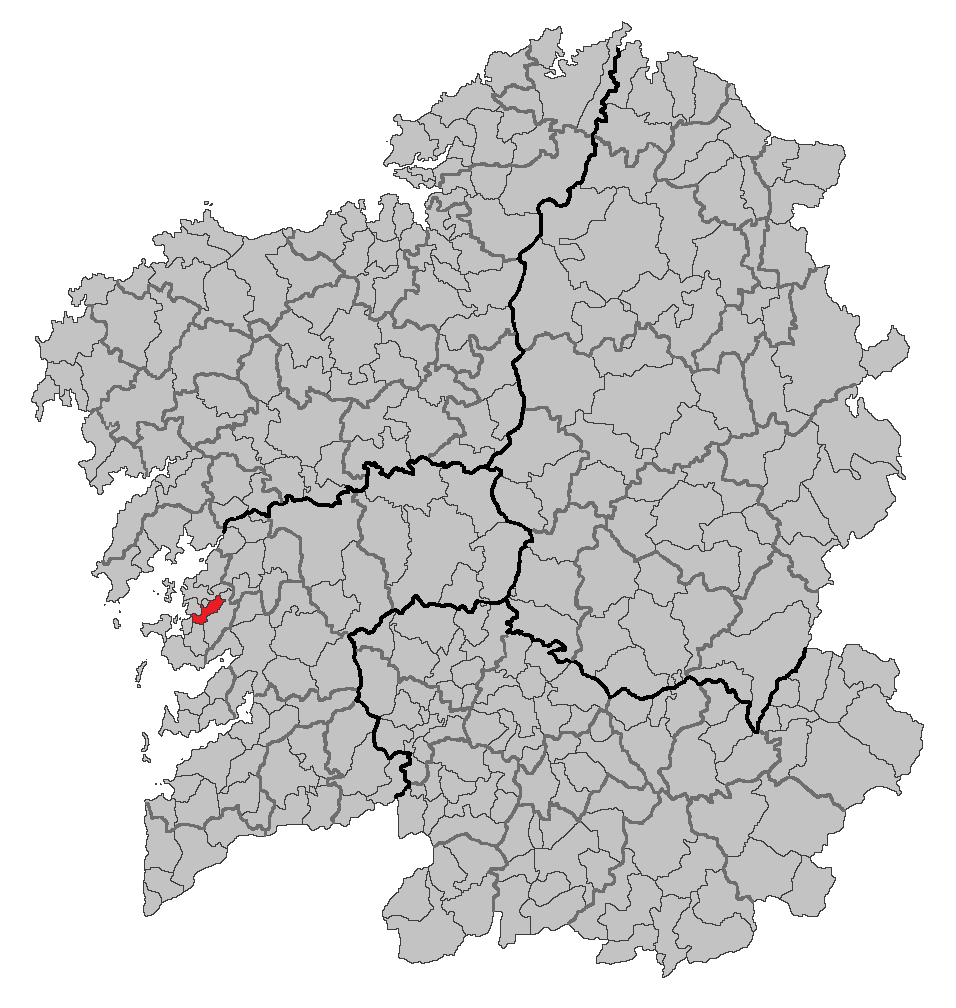
Localização de Ribadumia

Riba d'Úmia (Ribadumia) é um município da Espanha na província de Pontevedra, comunidade autónoma da Galiza, de área 19,6 km² com população de 4316 habitantes (2004) e densidade populacional de 211,79 hab/km².

## Demografia
| Variação demográfica do município entre 1991 e 2004 | Variação demográfica do município entre 1991 e 2004 | Variação demográfica do município entre 1991 e 2004 | Variação demográfica do município entre 1991 e 2004 |
| --------------------------------------------------- | --------------------------------------------------- | --------------------------------------------------- | --------------------------------------------------- |
| 1991                                                | 1996                                                | 2001                                                | 2004                                                |
| 4013                                                | 4079                                                | 4161                                                | 4238                                                |